# Медаль «50 років Збройних Сил СРСР»
Меда́ль «50 ро́ків Збро́йних Сил СРСР» — ювілейна медаль, державна нагорода СРСР. Введена указом Президії Верховної Ради СРСР 26 грудня 1967 року в ознаменування 50-ї річниці від створення Робітничо-Селянської Червоної Армії та флоту. Автор малюнку медалі — художник О. Б. Жук.

## Опис
Медаль «50 років Збройних Сил СРСР» має форму правильного круга діаметром 37 мм, виготовлена з латуні.
На лицьовому боці медалі розміщене зображення п'ятикутної зірки, вкрите червоною емаллю. Зірка розташована на тлі п'яти пучків променів, що розходяться з центру кола. У центральній частині — круг діаметром 19 мм, усередині якого поміщене профільне погрудне зображення двох солдатів Радянської армії. По боках круга — ювілейні дати «1918» та «1968». Навколо зірки зображений вінок, ліва частина якого — з лаврового листя, права — з дубового.
На оборотному боці медалі зверху — п'ятикутна зірка, всередині якої зображено молот та плуг. Нижче — напис: «ПЯТЬДЕСЯТ ЛЕТ ВООРУЖЕННЫХ СИЛ СССР». Усі написи та зображення на медалі — випуклі.
Медаль за допомогою вушка і кільця з'єднується з п'ятикутною колодочкою, обтягнутою шовковою муаровою стрічкою бірюзового кольору шириною 24 мм. Посередині стрічки — подовжня біла смужка шириною 2 мм, по боках якої послідовно розміщені червоні та білі смужки шириною відповідно 2 мм та 0,5 мм.

## Нагородження медаллю
Ювілейною медаллю «50 років Збройних Сил СРСР» нагороджувалися:
- усі маршали, генерали, адмірали, офіцери, а також старшини, сержанти, солдати та матроси понадстрокової служби, які станом на 23 лютого 1968 року знаходилися в особовому складі Збройних сил СРСР, ВМФ СРСР, військ МВС, військ та органів КДБ;
- слухачі та курсанти військово-навчальних закладів Радянської армії, ВМФ, військ МВС, військ та органів КДБ;
- маршали, генерали, адмірали, офіцери, військовослужбовці понадстрокової служби, звільнені з військової служби до запасу або у відставку, що мали вислугу років у лавах Радянської армії, ВМФ, військ МВС, військ та органів КДБ щонайменше 20 календарних років;
- Герої Радянського Союзу та особи, нагороджені орденами Слави трьох ступенів.

Нагородження ювілейною медаллю також розповсюджувалося:
- на колишніх червоногвардійців;
- на військовослужбовців, що брали участь у бойових діях по захисту СРСР у лавах Збройних Сил;
- на осіб, які протягом проходження дійсної військової служби були відзначені орденами СРСР або медалями:

- «За відвагу»;
- Ушакова;
- «За бойові заслуги»;
- Нахімова;
- «За відзнаку в охороні державного кордону СРСР»;
- «За трудову доблесть»;
- «За трудову відзнаку»;

- на партизанів громадянської війни та німецько-радянської війни 1941—1945 рр.

Медаль носиться на лівій стороні грудей, за наявності у нагородженого інших медалей СРСР розташовується після медалі «40 років Збройних Сил СРСР».
Станом на 1 січня 1995 року ювілейною медаллю «50 років Збройних Сил СРСР» було проведено приблизно 9 527 270 нагороджень.